# Duisburger Eifelhütte
Die Duisburger Eifelhütte ist eine Schutzhütte der Sektion Duisburg des Deutschen Alpenvereins (DAV). Sie liegt in der Eifel in Deutschland. Es handelt sich um eine Selbstversorgerhütte. Sie ist ganzjährig geöffnet.

## Geschichte
Die Sektion Duisburg wurde am 2. Dezember 1901 in Duisburg als Sektion Duisburg des Deutschen und Österreichischen Alpenvereins (DuÖAV) gegründet. Nach längeren Diskussionen wurde 1965 beschlossen eine Hütte in der Nähe der Sektion zu bauen. Nachdem man sich für den Standort in der Eifel entschieden hatte, beschloss man in der Jahreshauptversammlung am 22. April 1966 das Grundstück in Hausen zu erwerben. Am 23. Juli 1968 genehmigte die Behörde den Bau. Noch im Jahr 1968 konnte der Rohbau fertig gestellt werden. Es dauerte noch ganze zwei Jahre, bis der Innenausbau fertig wurde. Am 22. Mai 1971 war es so weit, alle Anstrengungen und Mühen der Sektion wurden belohnt, die Duisburger Eifelhütte stand in vollem Glanz für die zahlreichen Gäste zur Einweihung bereit. Ganz in der Nähe befindet sich das Krefelder Eifelheim.

## Lage
Die Duisburger Eifelhütte liegt inmitten der Nordeifel, im Dorf Hausen in der Nähe der Stadt Heimbach im Kreis Düren.

## Zustieg
Es existiert ein Parkplatz am Haus.

## Hütten in der Nähe
- Mülheimer Eifelhütte, Selbstversorgerhütte, (185 m ü. NHN)
- Dürener Hütte, Selbstversorgerhütte, (350 m ü. NHN)
- Düsseldorfer Eifelhütte, Selbstversorgerhütte, (222 m ü. NHN)
- Kölner Eifelhütte, Selbstversorgerhütte, (214 m ü. NHN)
- Krefelder Eifelheim, Selbstversorgerhütte, (225 m ü. NHN)
- Rheydter Hütte, Selbstversorgerhütte, (378 m ü. NHN)
- Eifeler Haus Vogelsang, Selbstversorgerhütte, (489 m ü. NHN)[3]

## Tourenmöglichkeiten
- Blenser Zickzack, 18 km, 6 Std.
- Von Blens nach Mariawald, 15,6 km, 5,5 Std.
- Geheimnisvolle Hausener Terrassen, 5 km, 1,5 Std.
- Rund um Blens, 17,4 km, 5,5 Std.
- Fünf auf einen Streich, 14,5 km, 4,5 Std.[4]

## Klettermöglichkeiten
- Klettern in der Eifel[5]
- Klettern in der Eifel[6]

## Skifahren
- Skigebiete in der Eifel[7]

## Karten
- Eifelwandern 1 – Hohes Venn, Hürtgenwald, Rurtal: Wanderkarte mit Radwegen, Blatt 31-562, 1:25.000, Düren, Eschweiler, Kreuzau, Nideggen, Schmidt, (NaturNavi Wanderkarte mit Radwegen) Landkarte – Gefaltete Karte ISBN 978-3-96099-123-6
- Nationalpark Eifel, Wanderkarte 1:50.000, Nideggen – Monschau – Scheliden (Freytag & Berndt Wander-Rad-Freizeitkarten) Landkarte – Gefaltete Karte ISBN 978-3-7079-2043-7
- Eifelwandern 3 – Nationalpark Eifel, Rureifel: Wanderkarte mit Radwegen, Blatt 31-561, 1:25.000, Gemünd, Heimbach, Monschau, Rursee, Schleiden, (NaturNavi Wanderkarte mit Radwegen) Landkarte – Gefaltete Karte ISBN 978-3-96099-125-0